# Mihail Kadžaja
Mihail Kadžaja –en serbio, Михаил Каџаја; en georgiano, მიხეილ ქაჯაია, Mijeil Kadzhaia– (Tsqaltubo, URSS, 21 de julio de 1989) es un deportista serbio de origen georgiano que compite en lucha grecorromana.
Ganó dos medallas de bronce en el Campeonato Mundial de Lucha, en los años 2018 y 2019, y dos medallas en el Campeonato Europeo de Lucha, en los años 2018 y 2023.

## Palmarés internacional
| Campeonato Mundial | Campeonato Mundial     | Campeonato Mundial | Campeonato Mundial |
| Año                | Lugar                  | Medalla            | Categoría          |
| ------------------ | ---------------------- | ------------------ | ------------------ |
| 2018               | Budapest (Hungría)     | Medalla de bronce  | 97 kg              |
| 2019               | Nursultán (Kazajistán) | Medalla de bronce  | 97 kg              |
| Campeonato Europeo |                        |                    |                    |
| Año                | Lugar                  | Medalla            | Categoría          |
| 2018               | Kaspisk (Rusia)        | Medalla de plata   | 97 kg              |
| 2023               | Zagreb (Croacia)       | Medalla de bronce  | 97 kg              |